# Trevor Keels
Trevor Jamaal Keels (Clinton, 26 agosto 2003) è un cestista statunitense, professionista nella NBA.

## Carriera
Dopo aver trascorso una stagione con i Duke Blue Devils, nel 2022 si dichiara per il Draft NBA, venendo chiamato con la quarantaduesima scelta dai New York Knicks, che lo firmano con un two-way contract.

## Statistiche

### NCAA
| Anno      | Squadra          | PG | PT | MP   | TC%  | 3P%  | TL%  | RP  | AP  | PRP | SP  | PP   |
| --------- | ---------------- | -- | -- | ---- | ---- | ---- | ---- | --- | --- | --- | --- | ---- |
| 2021-2022 | Duke Blue Devils | 36 | 26 | 30,2 | 41,9 | 31,2 | 67,0 | 3,4 | 2,7 | 1,2 | 0,1 | 11,5 |

#### Massimi in carriera
- Massimo di punti: 27 vs Pittsburgh (1º marzo 2022)[5]
- Massimo di rimbalzi: 11 vs Clemson (10 febbraio 2022)
- Massimo di assist: 9 vs North Carolina State (15 gennaio 2022)
- Massimo di palle rubate: 6 vs Army-West Point (12 novembre 2021)
- Massimo di stoppate: 1 (2 volte)
- Massimo di minuti giocati: 38 vs Gonzaga (26 novembre 2011)

### NBA

#### Regular season
| Anno      | Squadra     | PG | PT | MP  | TC%  | 3P%  | TL% | RP  | AP  | PRP | SP  | PP  |
| --------- | ----------- | -- | -- | --- | ---- | ---- | --- | --- | --- | --- | --- | --- |
| 2022-2023 | N.Y. Knicks | 3  | 0  | 2,7 | 25,0 | 25,0 | -   | 0,7 | 0,0 | 0,0 | 0,0 | 1,0 |

#### Massimi in carriera
- Massimo di punti: 3 vs Brooklyn Nets (1º marzo 2023)[6]
- Massimo di rimbalzi: 1 (2 volte)
- Massimo di assist: -
- Massimo di palle rubate: -
- Massimo di stoppate: -
- Massimo di minuti giocati: 4 vs Houston Rockets (27 marzo 2023)

## Palmarès
- McDonald's All-American (2021)